# Burgwall Neu-Kentzlin
Der Burgwall von Neu-Kentzlin ist ein Bodendenkmal in Neu-Kentzlin, einem Ortsteil der Gemeinde Kentzlin im Landkreis Mecklenburgische Seenplatte. Der slawische Burgwall lag ganz am westlichen Rande des Tollensergebietes. Heute befindet er sich ca. 250 m westlich des gleichnamigen Dorfes. Er wurde schon recht früh auf einer natürlichen ovalen Anhöhe errichtet und im Laufe der Jahrhunderte ständig weiter erhöht und ausgebaut, sodass er zum Schluss eine beachtliche Höhe erreichte. Er hat sehr viel Ähnlichkeit mit den zeitgleichen Anlagen von Dorf Mecklenburg oder Raddusch im Spreewald.
Die Wehranlage hatte eine Ausdehnung von 100 × 90 m und nur ein Eingangstor in südlicher Richtung. Wer hier einmal ansässig war, ist nicht überliefert. Zu vermuten ist, dass die Anlage in ihrer frühen Zeit als Fluchtburg genutzt wurde und sich dann im Laufe der Zeit zu einer lokalen Fürsten- oder Kultburg entwickelte. Heute finden in dem Wall regelmäßige Volksfeste der Dorfbevölkerung statt. Die Höhenburg ist sehr gut erhalten geblieben.